# SAS: Secure Tomorrow
SAS: Secure Tomorrow – komputerowa strzelanka z widokiem pierwszoosobowym, wyprodukowana i wydana przez polskie studio CI Games 15 września 2008 roku na platformę PC.

## Fabuła
Żołnierz elitarnej jednostki SAS prowadzi walkę z należącymi do Cold Path najgroźniejszymi terrorystami świata. Członkowie organizacji po nieudanym zamachu na centrum finansowe w Londynie ukryli się w tajnej bazie na Grenlandii, by odnowić siły. Terroryści planują ponowny atak w Wielkiej Brytanii.

## Rozgrywka
Gracz wspierany jest przez innych żołnierzy SAS–u, może odbijać zakładników czy zastawiać pułapki. Walki toczą się w zamkniętych pomieszczeniach m.in. wieżowcu, więzieniu, albo podziemnym reaktorze jądrowym. W grze zastosowano technikę strzelania zza statycznych osłon oraz przebijania pociskami cienkich ścianek.
Na ekwipunek żołnierza składają się: noktowizor, granaty ogłuszające, maska przeciwgazowa oraz karabinek M4 z opcją natychmiastowego przełączania się pomiędzy trybem snajperskim i szturmowym.
Tryb gry wieloosobowej jest dziś niedostępny z powodu upadku usługi GameSpy.
Gra została oparta na silniku Jupiter EX.